# Libellula
|  | El nom comú de libèl·lula es refereix genèricament a l'ordre dels odonats. En aquest cas, Libellula és el nom d'un tàxon científic concret. |

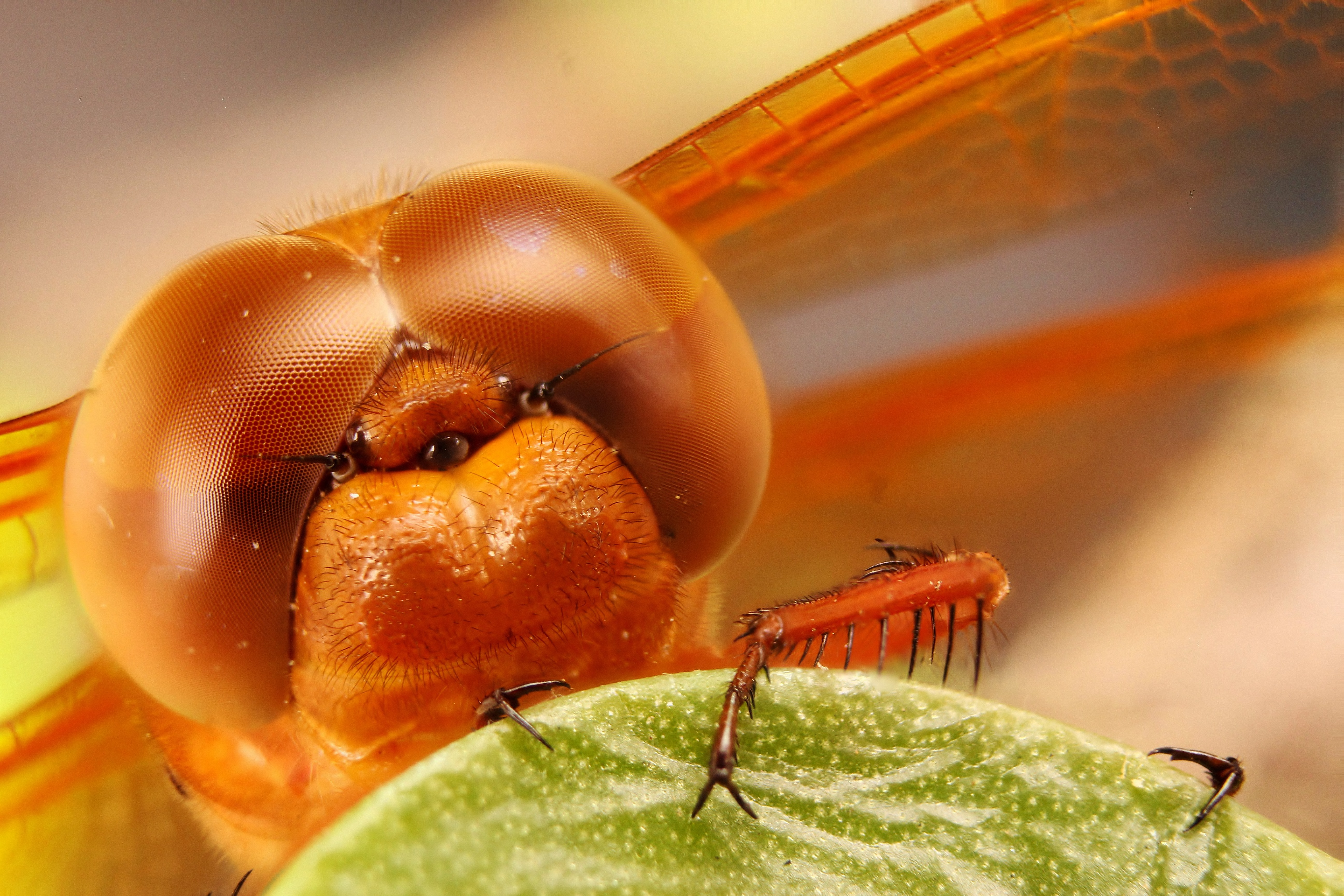
Detall del cap d'una femella de l'espècie Libellula croceipennis.

Libellula és un gènere d'odonats anisòpters de la família Libellulidae.

## Distribució
Les espècies del gènere Libellula es distribueixen per tota la zona temperada de l'hemisferi nord. La majoria de les espècies es troben als Estats Units, on hi ha les libèl·lules grans conegudes.
Molts tenen els patrons de les ales vistoses.

## Hàbitat
Acostumen a volar sobre estanys d'aigua dolça a l'estiu.

## Taxonomia

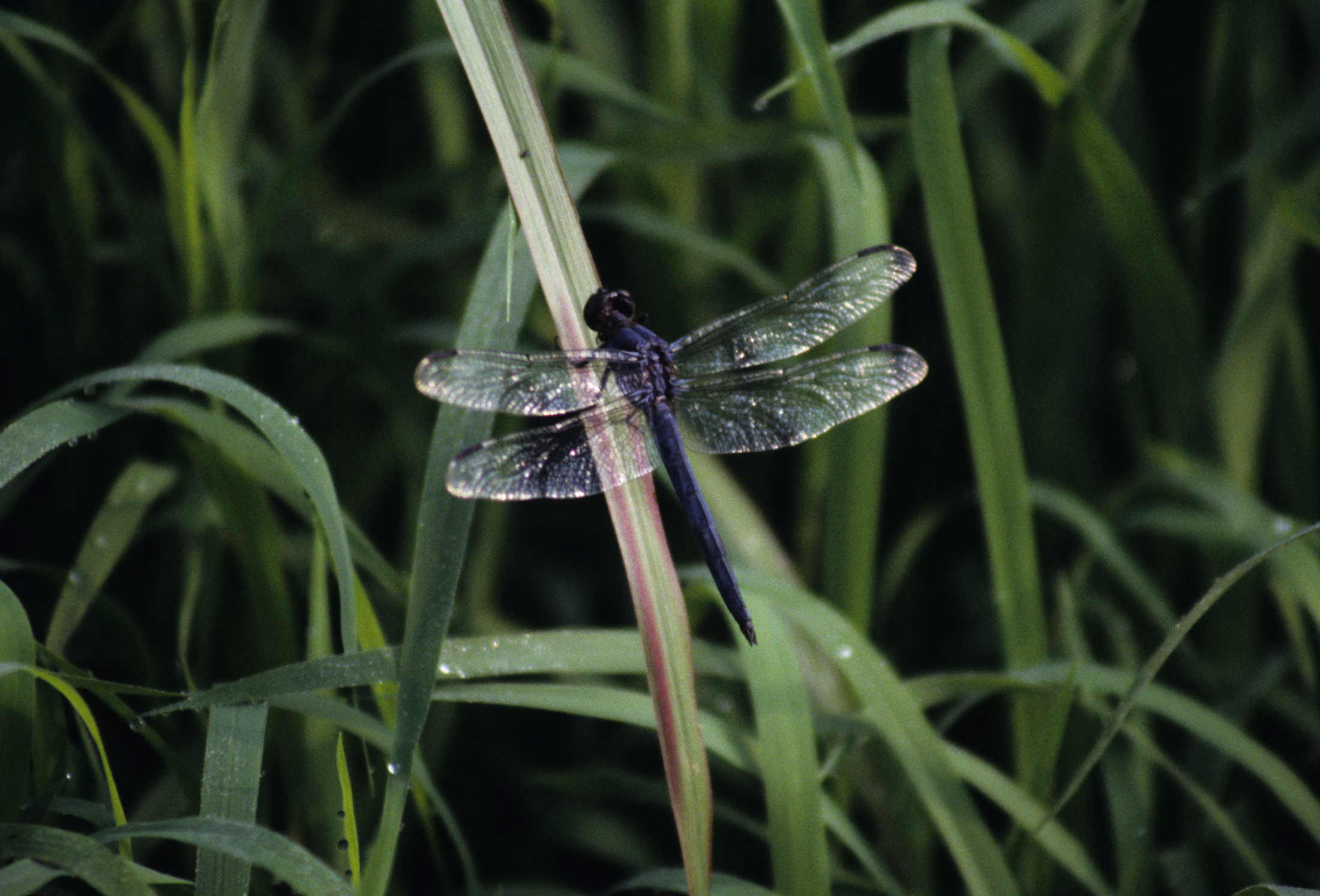
Slaty Escumadora, Libellula incesta

Els tàxons Ladona i Plathemis han estat considerats com sinònims de Libellula, subgènere, o un altre gènere per autoritats diferents. L'anàlisi filogenètica recent ha donat suport a la vegada al seu estatus com a subgènere o gènere.

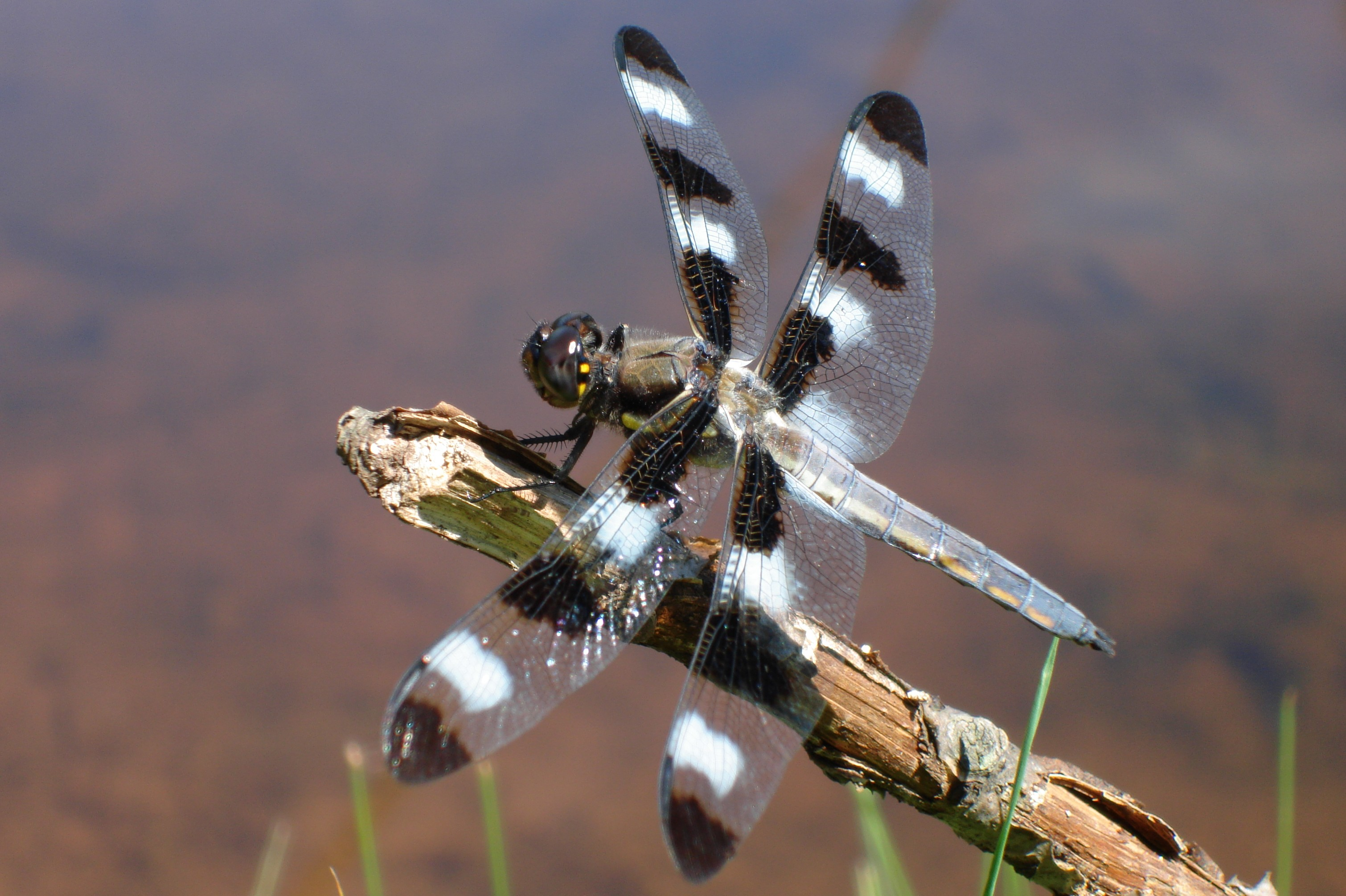
Dotze-spotted Escumadora, Libellula pulchella

Llevat que s'indiqui el contrari, les espècies són natives d'Amèrica del Nord.
- Libellula angelina Selys, 1883 (nord de la Xina, Japó)
- Libellula auripennis Burmeister, 1839 (Amèrica Central i del Nord)
- Libellula axilena Westwood, 1837
- Libellula brodieri†[5]
- Libellula calypso†[5]
- Libellula comanche Calvert, 1907
- Libellula composita Hagen, 1873
- Libellula croceipennis Selys, 1869 (Amèrica Central i del Nord)
- Libellula cyanea Fabricius, 1775
- Libellula depressa Linnaeus, 1758 (Europa, oest d'Àsia). De vegades inclòs en el gènere Ladona.
- Libellula doris †[5]
- Libellula eusebioi†[5]
- Libellula flavida Rambur, 1842
- Libellula foliata Kirby, 1889 (Mèxic)
- Libellula forensis Hagen, 1861
- Libellula fulva Müller, 1764
- Libellula gaigei Gloyd, 1938 (Amèrica Central)
- Libellula herculea Karsch, 1889 (Amèrica Central i del Sud)
- Libellula incesta Hagen, 1861
- Libellula jesseana Williamson, 1922
- Libellula kieseli†[5]
- Libellula luctuosa Burmeister, 1839 (Amèrica del Nord)
- Libellula mariae Garrison, 1992 (Amèrica Central)
- Libellula martini†[5]
- Libellula melli Schmidt, 1948 (Xina)
- Libellula melobasis†
- Libellula needhami Westfall, 1943
- Libellula nodisticta Hagen, 1861
- Libellula pannewitziana†[5]
- Libellula perse†[5]
- Libellula pulchella Drury, 1773
- Libellula quadrimaculata Linnaeus, 1758 (Europa i Amèrica del Nord)
- Libellula saturata Uhler, 1857
- Libellula semifasciata Burmeister, 1839

- Libellula sieboldiana†[5]
- Libèllula Sympetrum Striolatum
- Libellula thetis†[5]
- Libellula thoe†[5]
- Libellula ukrainensis†[5]

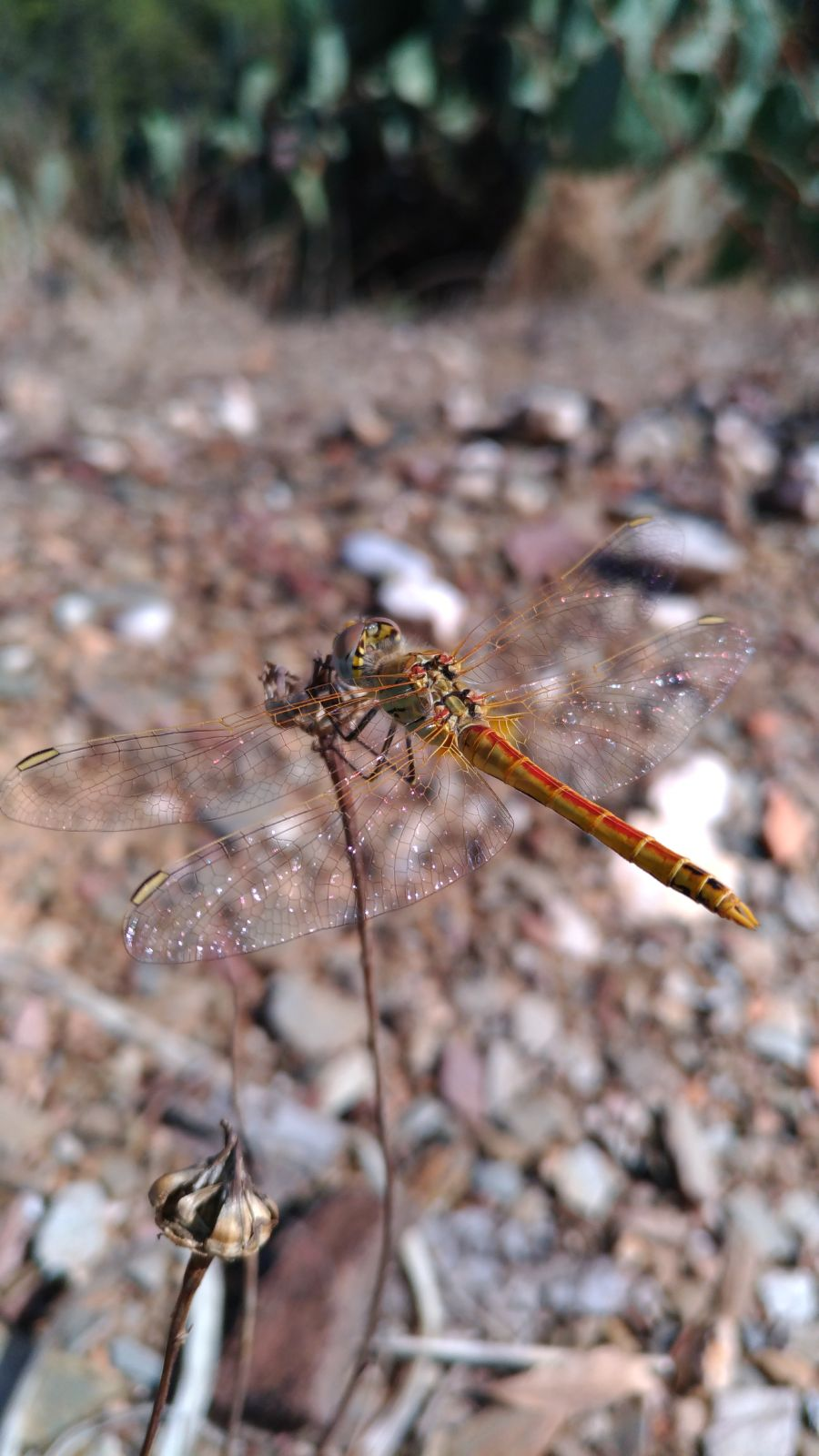
Libèllula Sympetrum Striolatum

- Libellula vibrans Fabricius, 1793

### Ladona
- Ladona deplanata (Rambur, 1842)
- Ladona exusta (Diu, 1839)
- Ladona julia (Uhler, 1857)

### Plathemis
- Plathemis lydia (Drury, 1770)
- Plathemis subornata (Hagen, 1861)